# Microcometes
Microcometes es un género de foraminífero bentónico de la familia Lagynidae, del suborden Allogromiina y del orden Allogromiida. Su especie tipo es Microcometes paludosa. Su rango cronoestratigráfico abarca el Holoceno.

## Clasificación
Microcometes incluye a la siguiente especie:
- Microcometes paludosa